# 宋相现
宋相现（송상현，1941年12月21日—） 是大韩民国律师，前首尔国立大学教授，国际刑事法院（ICC）法官、继之后的第二任院长。

## 生平
宋相现生於朝鮮日佔時期的京畿道楊州郡，毕业于首尔国立大学法学院，获得法学硕士学位。 随后，作为富尔布赖特奖学金的受益人，他就读于美国路易斯安娜州私立杜兰大学法学院，随后获得剑桥大学比较法学位和康乃爾大學法学院（Cornell Law School）的法学博士（J.S.D）学位
他曾任教职于澳洲墨尔本大学法学院、哈佛大学法学院、纽约大学和首尔国立大学法学院。
在2003年2月，他出任国际刑事法院首批法官，任期为三年。  他正式就职于2003年3月11日，調派至上诉部门（Appeal Division。2006年他获得连任，此次任期为九年。  在2009年3月11日，他當選为国际刑事法院院长。

## 获得荣誉
他曾获得康奈尔大学杰出校友奖章（Cornell University's Distinguished Alumni Medal），韩国律师协会法律文化奖和韩国政府授予的國民勳章牡丹章。